# Tlenek potasu
Tlenek potasu, K
2O – nieorganiczny związek chemiczny z grupy tlenków zasadowych zawierający potas na I stopniu utlenienia.

## Otrzymywanie
Można go otrzymać w czystej (≥99,5%) postaci w wyniku utleniania metalicznego potasu powietrzem. Potas zanurzony w ksylenie należy kilkakrotnie roztopić w celu usunięcia wysoko wrzących olejów, a następnie odgazować przez dwukrotną destylację próżniową i oczyścić ostatecznie za pomocą sączenia pod wysoką próżnią przez kapilarę. Powietrze służące do utlenienia również musi zostać dokładnie oczyszczone. Metal należy lekko ogrzać i doprowadzić do niego niewielkie ilości powietrza. Pod wpływem ciepła reakcji potas topi się i razem z powstającym tlenkiem tworzy porowatą strukturę o metalicznym połysku. Reakcję należy zakończyć po częściowym jedynie utlenieniu metalu, aby zapobiec powstawaniu nadtlenku. Nieprzereagowany potas usuwa się pod wysoką próżnią w temperaturze 350 °C.
Inne metody:
- z nadtlenku, redukując go metalicznym potasem:

K
2O
2 + 2K → 2K
2O
- reakcja  azotanu potasu

- z metalicznym potasem:

2KNO
3 + 10K → 6K
2O + N
2↑
- lub z azydkiem potasu (reakcja może przebiegać wybuchowo):

KNO
3 + 5KN
3 → 3K
2O + 8N
2↑

## Właściwości
K
2O jest tlenkiem zasadowym, z wodą reaguje gwałtownie, dając żrący wodorotlenek potasu. Jest higroskopijny.
Zawartość potasu w nawozach, cementach i tym podobnych podaje się w przeliczeniu na K
2O.
Czysty tlenek potasu jest też stosowany jako jeden z elementów tradycyjnego wypełnienia stosowanego do uzupełniania ubytków próchnicowych w zębach przez dentystów.